# Sare de mare

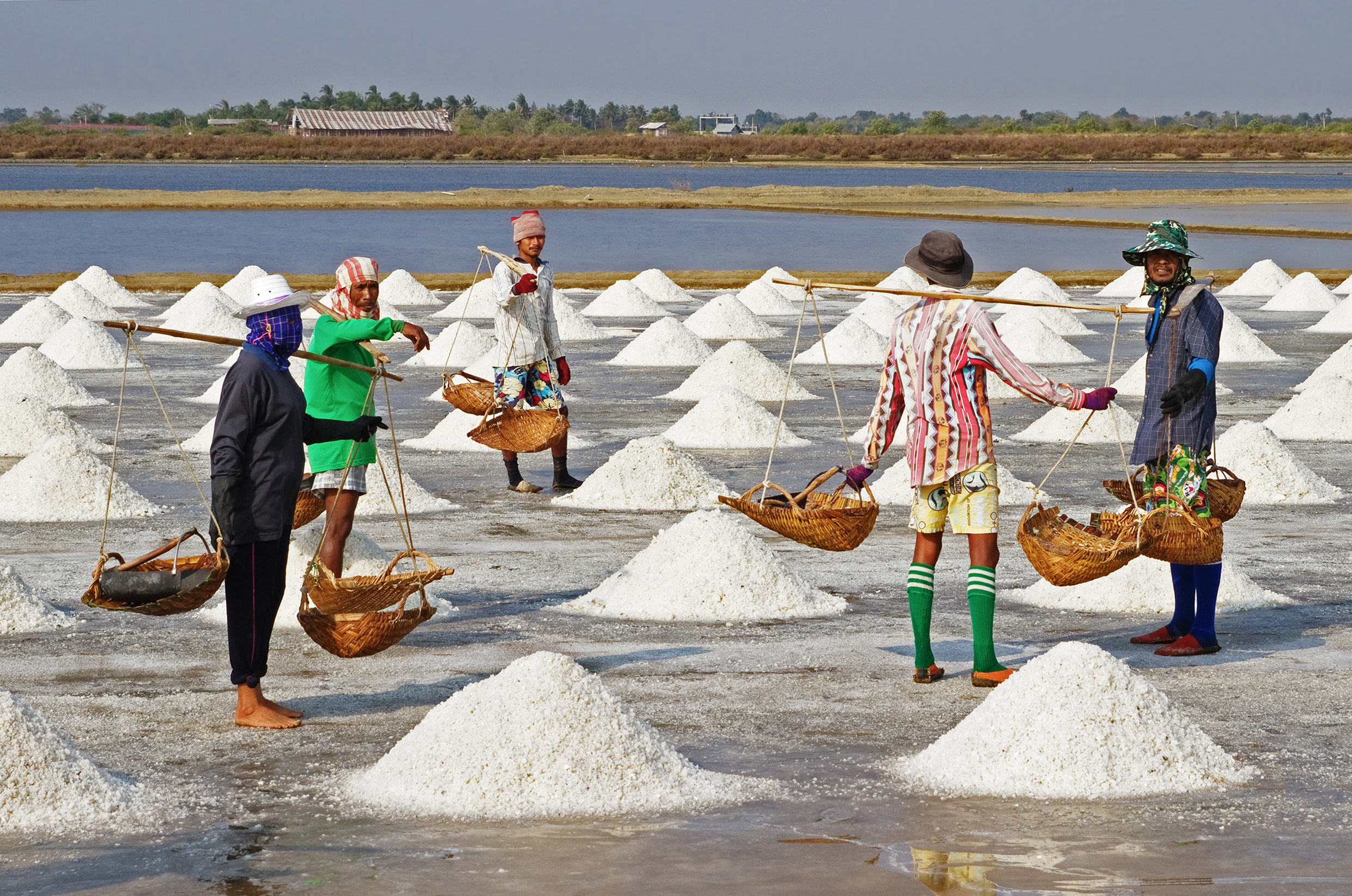
Recoltare de sare de mare în Pak Thale, Phetchaburi, Thailanda

Sarea de mare este un tip de sare obținută prin evaporarea apei de mare, care conține saramură. Aceasta este folosită în bucătărie și în produsele cosmetice. În general, sarea de mare este mai scumpă decât sarea de masă și este folosită în special bucătăriile gourmet și cele ce produc chips-uri de specialitate. Cel mai valoros și scump tip de sare de mare este "Fleur de sel", care costă aproximativ 90 de euro pe kilogram.

## Istoric
Mineritul de sare a fost practicat încă din Epoca Fierului în minele de sare din Hallstatt. Cu toate acestea, sarea nu era prezentă în toate zonele, astfel încât alte surse alternative de sare, cum ar fi cele de pe coaste, au fost exploatate de mii de ani. Producția de sare de mare constă în evaporarea apei de mare ce conține saramură, iar acest proces poate fi realizat cu ajutorul energiei solare sau a altor surse alternative de energie, în funcție de clima zonei. În prezent, producția modernă de sare de mare are loc în principal în Marea Mediterană și în alte zone cu clima caldă și uscată.

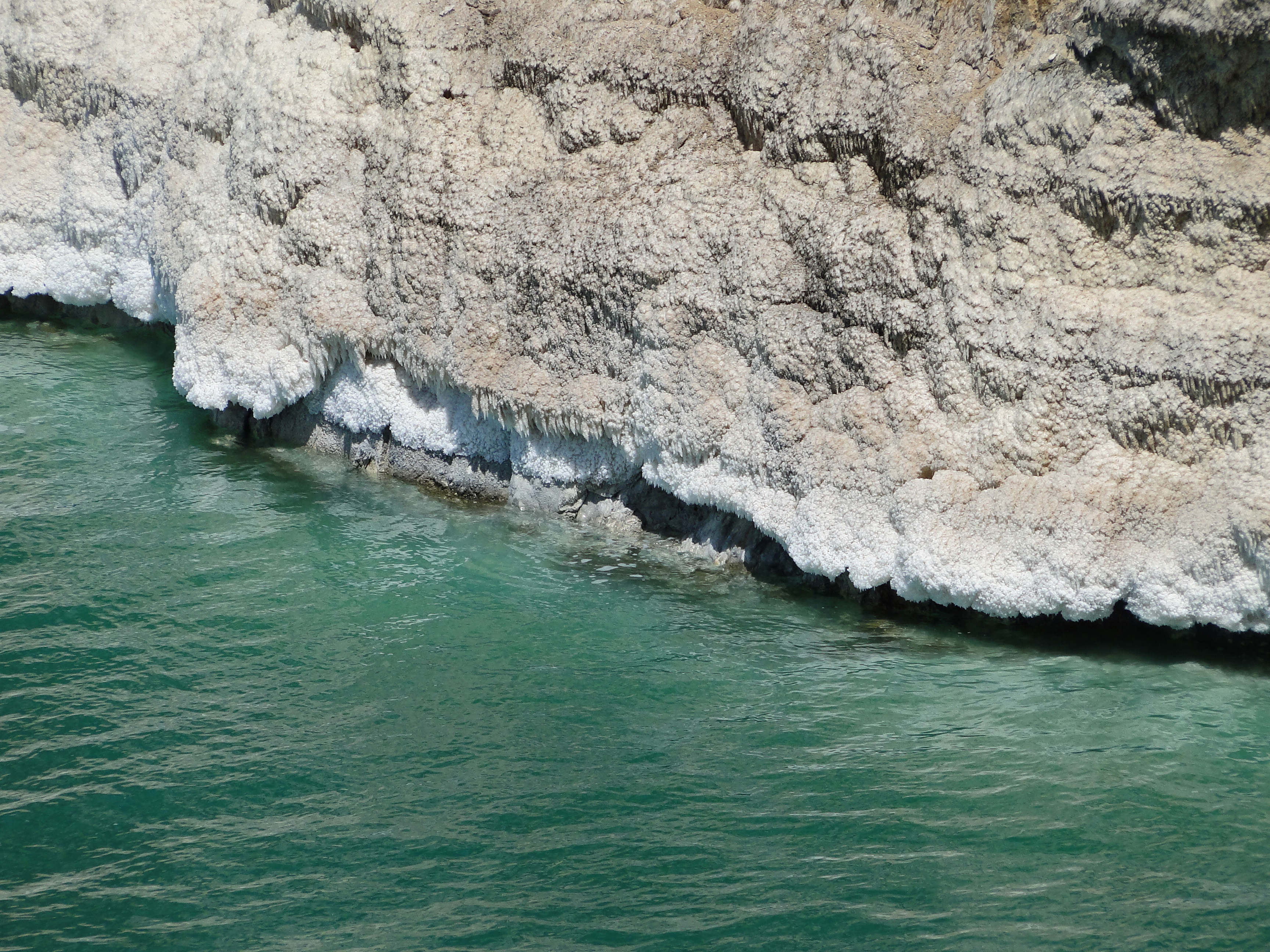
Depuneri de sare pe malul Mării Moarte, Iordania

În trecut, locurile unde sarea era produsă erau numite "saline", însă astăzi sunt cunoscute sub numele de "fabrici de sare". O salină sau fabrică de sare putea fi stabilită acolo unde exista acces la o piață de sare, o coastă protejată împotriva expunerii la mare, o alimentare ieftină și ușor de lucrat cu combustibil, precum și alte activități economice care ar putea beneficia de apropierea de salină.
Astfel, diverse ateliere de meșteșugărie sau de preparare a alimentelor cu sare se ajută reciproc din punct de vedere economic, așa cum a fost modelul în perioada romană și medievală, mai ales în estul Angliei, unde extragerea sării era intensă.

## Producători
Zonele care produc sare de mare de specialitate includ:
- Insulele Cayman
- Columbia
- Grecia
- Franța
- Irlanda
- Italia (Apulia, Romagna, Sardinia, Sicilia)
- Coreea de Sud
- Marea Britanie (Maldon, Essex [1])
- Statele Unite ale Americii (Hawaii [2] , Maine, Utah, San Diego Bay, San Francisco Bay, și Cape Cod)
- Canada (Nova Scotia, British Columbia)
- Filipine
- Israel (Marea Moartă)
- Japonia
- Mexic (Guerrero Negro, Baja California Sur [3])
- Brazilia
- Portugalia

## Componența
Apa de mare este în principal compusă din următorii ioni de sare , enumerate în ordinea descrescătoare a abundenței de greutate:
| Clorură de sodiu    | 55.03% |
| Sodiu               | 30.59% |
| Sulfat              | 7.68%  |
| Magneziu            | 3.68%  |
| Calciu              | 1.18%  |
| Potasiu             | 1.11%  |
| Bicarbonat de sodiu | 0.41%  |
| Bromură             | 0.19%  |
| Borat               | 0.08%  |
| Stronțiu            | 0.04%  |
| Alte elemente       | 0.01%  |

Deși salinitatea apei de mare variază în întreaga lume, proporțiile relative ale ionilor constitutive ale acesteia rămân constante.

## Gust
Gurmanzii consideră că sarea de mare are un gust și o textură mai bună decât sarea de masă obișnuită, deși nu se poate simți întotdeauna diferența atunci când este dizolvată. În cazul în care cererile de sare de mare sunt mai diferite decât textura ce este reținută, ea poate oferi un alt simț gurii prin modificări în aromă, datorită ratei sale diferite de dizolvare. Conținutul de minerale, de asemenea, afectează gustul. Poate fi dificil să se distingă sarea de mare de alte tipuri de sare, cum ar fi sarea roz din Himalaya, sarea gri sau "sarea gemă”.

## Sănătate
Potrivit Clinicii Mayo și profesorului australian Bruce Neal, consecințele asupra sănătății ingerării sării de mare sau sări de masă regulate sunt aceleași.
În bucătăria tradițională coreeană, juk-yeom (죽염,竹盐), ceea ce înseamnă "bambus de sare", este pregătită sare prin prăjire la temperaturi între 800 și 2000 °C într-un recipient din bambus astupat cu nămol la ambele capete. Acest produs absoarbe mineralele din bambus și noroi, și a fost demonstrat că crește anticlastogenicia și antimutagenicia proprietăților pastei de soia fermentate cunoscută în Coreea drept Doenjang.
Iodul, un element esențial pentru sănătatea umană, este prezent doar în cantități neglijabile în sarea de mare. Cu toate acestea, sarea gemă, care nu dispune de iod natural compuși comparativ cu sarea de mare, este iodată industrial pentru utilizarea în tratamentele de prevenție a gușei și alte sindromuri ce au cauză deficitul de iod. Concentrația de iod din sarea de mare variază în funcție de proveniența ei.